# Panteón de Marinos Ilustres

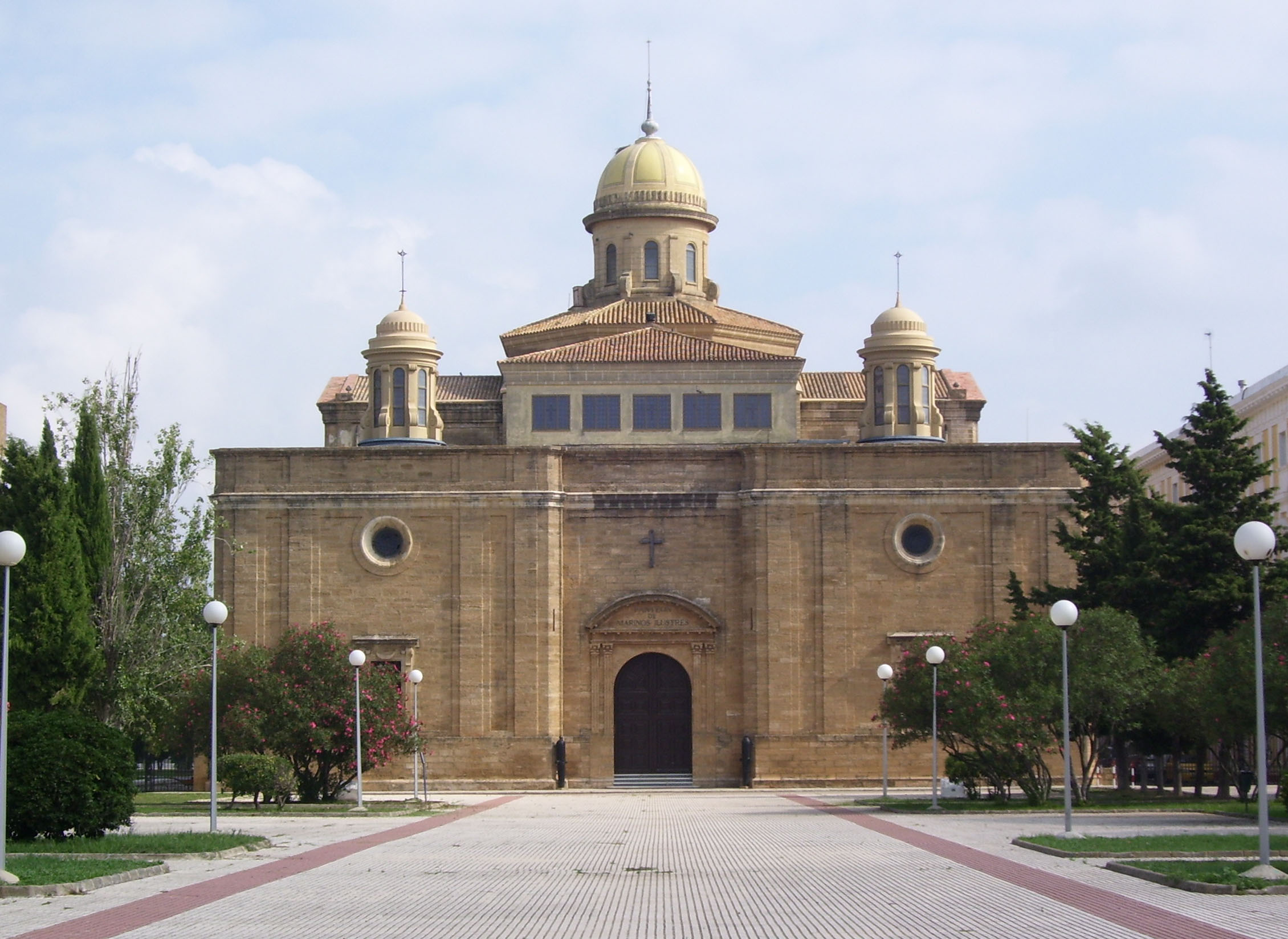
Das Panteón de Marinos Ilustres in San Fernando

Das Panteón de Marinos Ilustres (spanisch; Pantheon der berühmten Seeleute) ist ein neoklassizistisches Gebäude aus dem 18. Jahrhundert in San Fernando, in der Nähe von Cádiz, Spanien, in dem die Gräber (oder Denkmäler zu ihrer Ehrung) von vorwiegend spanischen Seeleuten, die sich während ihrer Karriere auf See hervorgetan haben, befinden. Es wurde auf Wunsch von König Karl III. errichtet, 1786 begonnen, 1870 eingeweiht und 1948 überdacht.
Zu den Seefahrern, die hier begraben sind oder denen ein Denkmal zu ihren Ehren errichtet wurde, zählen Ignacio Maria de Álava y Sáenz de Navarrete, Francisco Armero Peñaranda,  Álvaro de Bazán,  Dionisio Alcalá Galiano, Christoph Kolumbus, Jorge Juan y Santacilia und  Juan Antonio Gutierrez de la Concha.